# Premio Molière per il migliore attore
Il premio per il migliore attore è una categoria del Premio Molière, istituito nel 1987 e assegnato ogni anno in Francia nell'ambito del teatro. Di seguito si riporta per ogni anno l'elenco dei vincitori e dei candidati.

## Edizioni del premio
- 1987: Philippe Clévenot per Elvire Jouvet 40
  - Michel Bouquet per Il malato immaginario  (Le Malade imaginaire)
  - Jacques Dufilho per L'Escalier
  - Claude Rich per Faisons un rêve
  - Michel Serrault per L'avaro  (L'Avare)
- 1988: Jacques Dufilho per Je ne suis pas Rappaport
  - Daniel Auteuil per La doppia incostanza  (La Double Inconstance)
  - Michel Bouquet per Il malato immaginario  (Le Malade imaginaire)
  - Patrick Chesnais per Joe Egg
  - Roman Polański per La metamorfosi  (La Métamorphose)
- 1989: Gérard Desarthe per Amleto  (Hamlet)
  - Sami Frey per Mi ricordi (Je me souviens)
  - Bernard Freyd per Le Faiseur de Théâtre
  - Fabrice Luchini per Viaggio al termine della notte  (Voyage au bout de la nuit)
  - Laurent Terzieff per Enrico IV  (Henri IV)
- 1990: Pierre Dux per Quelque part dans cette vie
  - Robert Hirsch per Moi Feuerbach
  - Francis Huster per La peste
  - Claude Rich per Le Souper
  - Didier Sandre per Le Chemin solitaire
- 1991: Guy Tréjean per Heldenplatz
  - Daniel Auteuil per Le furberie di Scapino  (Les Fourberies de Scapin)
  - Jean-Claude Dreyfus per La Nonna
  - Didier Sandre per Partage de midi
  - Jacques Villeret per Il contrabbasso  (La Contrebasse)
  - Lambert Wilson per Eurydice
- 1992: Henri Virlogeux per L’Antichambre
  - Gérard Desarthe per Célimène et le Cardinal
  - Stéphane Freiss per C'était bien
  - Marcel Maréchal per Il signor Puntila e il suo servo Matti  (Maître Puntila et son valet Matti)
  - Lambert Wilson per Ruy Blas
- 1993: Michel Aumont per Macbeth
  - Bernard Giraudeau per L'Aide-mémoire
  - Robert Hirsch per Une folie
  - Michel Serrault per Knock, ovvero il trionfo della medicina (Knock)
  - Laurent Terzieff per Temps contre temps
- 1994: Jean-Pierre Marielle per Il ritorno a casa  (Le Retour)
  - Gérard Desarthe per La Volupté de l'honneur
  - Thierry Fortineau per Il visitatore  (Le Visiteur)
  - Maurice Garrel per Il visitatore  (Le Visiteur)
  - Jean-Luc Moreau per Comment va le monde, Môssieu ? Il tourne, Môssieu !
  - Jacques Villeret per La cena dei cretini  (Le Dîner de cons)
- 1995: Pierre Meyrand per Gli affari sono gli affari  (Les Affaires sont les affaires)
  - Pierre Arditi per « Art »
  - Didier Galas per Ahmed le subtil ou Scapin 84
  - Fabrice Luchini per « Art »
  - Pierre Vaneck per « Art »
- 1996: Didier Sandre per Un marito ideale  (Un mari idéal)
  - Michel Aumont per Décadence
  - Michel Duchaussoy per Le Refuge
  - André Dussollier per Scene da un matrimonio  (Scènes de la vie conjugale)
  - Jean Piat per L'Affrontement
- 1997: Pierre Cassignard per Il due gemelli veneziani  (Les Jumeaux vénitiens)
  - Jean-François Balmer per Le Faiseur
  - Bernard Giraudeau per Il libertino  (Le Libertin)
  - Francis Huster per Variazioni enigmatiche  (Variations énigmatiques)
  - Robin Renucci per François Truffaut, correspondance
- 1998: Michel Bouquet per Les côtelettes
  - Patrick Chesnais per Skylight
  - Jean-Claude Dreyfus per Igiene dell'assassino  (Hygiène de l'assassin)
  - Patrick Préjean per Cyrano de Bergerac
  - Philippe Torreton per Le furberie de Scapino  (Les Fourberies de Scapin)
- 1999: Robert Hirsch per Le Bel Air de Londres
  - Pierre Arditi per Rêver peut-être
  - Niels Arestrup per Copenhague
  - Roland Blanche per Tedy
  - Sami Frey per Per un si o per un no  (Pour un oui ou pour un non)
- 2000: Michel Aumont per Un sujet de Roman
  - Michel Bouquet per À torts et à raisons
  - Claude Brasseur per À torts et à raisons
  - Jacques Gamblin per Raisons de famille
  - Jean-Jacques Moreau per Morte accidentale di un anarchico  (Mort accidentelle d'un anarchiste)
- 2001: Simon Abkarian per Une bête sur la lune
  - Michel Aumont per Le grand retour de Boris S.
  - Jean-François Balmer per Novecento
  - Bernard Giraudeau per Becket ou l'Honneur de Dieu
  - Jacques Villeret per Jeffrey Bernard est souffrant
- 2002: Jean-Paul Roussillon per Le Jardin des apparences
  - Pierre Arditi per La scuola delle mogli  (L'École des femmes)
  - Philippe Clay per Visites à Mister Green
  - André Dussollier per Monstres sacrés, sacrés monstres
  - Samuel Labarthe per Scrivimi fermo posta  (La boutique au coin de la rue)
- 2003: Thierry Fortineau per Gros-Câlin
  - André Dussollier per Monstres sacrés, sacrés monstres
  - Robert Hirsch per Sarah
  - Gérard Jugnot per État critique
  - Claude Rich per Le braci  (Les Braises)
- 2004: Dominique Pinon per L'Hiver sous la table
  - Sami Frey per Je me souviens
  - Éric Métayer per Des cailloux plein les poches
  - Christian Pereira per Des cailloux plein les poches
  - Francis Perrin per Signé Dumas
- 2005: Michel Bouquet per Il re muore (Le Roi se meurt)
  - Pierre Cassignard per La locandiera
  - Éric Elmosnino per Peer Gynt
  - Stéphane Freiss per Brooklyn Boy
  - Alain Libolt per La Version de Browning
  - Pierre Vaneck per Ritter, Dene, Voss  (Déjeuner chez Wittgenstein)
- 2006: Jacques Sereys per Du coté de chez Proust
  - Niels Arestrup per Lettres à un jeune poète
  - Michel Piccoli per Re Lear  (Le Roi Lear)
  - Claude Rich per Le Caïman
  - Philippe Torreton per Riccardo III  (Richard III)
  - Jean-Louis Trintignant per Moins 2
- 2007: Robert Hirsch per Il guardiano  (Le Gardien)
  - Michel Bouquet per L'avaro  (L'Avare)
  - Jacques Gamblin per Confidenze troppo intime  (Confidences trop intimes)
  - Michel Piccoli per Re Lear  (Le Roi Lear)
  - Michel Vuillermoz per Cyrano de Bergerac
- 2008: Michel Galabru per  Les Chaussettes - opus 124
  - Clovis Cornillac per L'albergo del libero scambio  (L'Hôtel du Libre Échange)
  - Jacques Frantz per Les riches reprennent confiance
  - Jérôme Kircher per Caterina di Heilbronn  (La petite Catherine de Heilbronn)
- 2009: Patrick Chesnais per Cochons d'Inde
  - Jacques Bonnaffé per L'Oral et Hardi
  - Claude Duparfait per Il Tartufo  (Tartuffe)
  - Samuel Labarthe per Très chère Mathilde
  - Claude Rich per Le Diable rouge
  - Wladimir Yordanoff per Coriolano
- 2010: Laurent Terzieff per Servo di scena (L'Habilleur) e Filottete (Philoctète)
  - Jean-Quentin Châtelain per Ode maritime
  - Jean-Claude Dreyfus per Le Mardi à Monoprix
  - Robert Hirsch per La serva amorosa
  - Daniel Russo per Les Autres
- 2011: Christian Hecq per La palla al piede (Un fil à la patte)
  - Niels Arestrup per Diplomatie
  - Jean-François Balmer per Henri IV, le bien aimé
  - Jean-Claude Dreyfus per Le Mardi à Monoprix
  - André Dussollier per Diplomatie
  - Micha Lescot per Le sedie (Les Chaises)